# Perfectas
Perfectas es el extended play (EP) debut de la cantante argentina Emilia. Fue lanzado el 31 de julio de 2025 a través de Sony Music Latin.

## Antecedentes
Después del lanzamiento de su segundo álbum de estudio, .MP3, en 2023, Emilia se embarcó en el .MP3 Tour en abril de 2024, seguido por el Emilia Tour 2025. En febrero de 2025, Emilia reveló en una entrevista con Billboard que lanzaría un EP pronto. El 10 de julio, anunció el lanzamiento del EP en sus redes sociales. El 28 de julio, Emilia reveló la portada y la lista de canciones del EP en sus redes sociales. La portada muestra a la cantante llorando sobre una cama de color rosa y rodeada de objetos que representan cada uno de los primeros cinco sencillos del EP.

## Música y letras
Perfectas es un EP pop, compuesta por seis canciones y cinco interludios. Descrita como un EP conceptual, sirve como una crítica irónica hacia los estándares de belleza femenina, inspirada en las críticas que Emilia recibe constantemente sobre su apariencia física.

### Canciones
Perfectas abre con «Bunda», una canción de funk carioca, con elementos de electropop y reguetón. De acuerdo con Emilia, la canción «representa esa obsesión por el cuerpo perfecto, por cumplir un estándar de belleza inalcanzable». «Blackout» es una canción de electropop y pop urbano, que «representa la presión de ser la más deseada, la más hot». «Pasarella» es una canción de pop y house, que «representa la necesidad de estar siempre a la moda, cueste lo que cueste».
«Beautiful» es una canción pop, con letras que representan la idea «que lo único que importa es tener una cara perfecta», al igual que la «idea de que si sos bonita, sos tonta o no tenés opinión ni sentimientos».  «Servidora» contiene letras que «satiriza[n] la presión de estar siempre en el ojo de la exposición». Perfectas cierra con la canción homónima, donde Emilia abandona la ironía y la sátira y habla «en primera persona de lo que me pasa con todas estas exigencias».

## Lanzamiento y promoción
«Bunda» —en colaboración con la cantante brasileña Luísa Sonza— fue lanzado como el sencillo principal de Perfectas el 20 de febrero de 2025. La canción alcanzó la posición número uno en Uruguay y el número tres en la lista Argentina Hot 100. El segundo sencillo del EP, «Blackout» —en colaboración con las cantantes argentinas Tini y Nicki Nicole—, fue lanzado el 25 de marzo. Alcanzó la posición número uno en Argentina y el número ocho en España.  «Pasarella» —en colaboración con la cantante argentina Six Sex— fue lanzado como el tercer sencillo del EP el 3 de julio.
Antes del lanzamiento de Perfectas, Emilia compartió cada interludio del EP en TikTok entre el 30 de junio al 27 de julio. El 29 de julio, «Beautiful» fue lanzado como el cuarto sencillo del EP, acompañado de un videoclip que cuenta con la participación de la actriz argentina Valentina Zenere. El quinto sencillo del EP, «Servidora», fue lanzado el día siguiente, junto con un videoclip que cuenta con una aparición breve de la influencer española Lola Lolita. Perfectas fue lanzado el 31 de julio, acompañado del lanzamiento de la canción homónima.

## Lista de canciones
| Perfectas |                                            | |                  |          |  |
| N.º       | Título                                     | Escritor(es) | Productor(es)    | Duración |  |
| 1.        | «Bunda» (junto con Luísa Sonza)            | María Emilia Mernes Luísa Gerloff Sonza Carolina Marcilio Enzo Ezequiel Sauthier Francisco Zecca Pedro Henrique Breder Rodrigues     | Zecca            | 3:43     |  |
| 2.        | «Aceite de»                                | Mernes |                  | 0:14     |  |
| 3.        | «Blackout» (junto con Tini y Nicki Nicole) | Mernes Martina Stoessel Nicole Denise Cucco Andrés Torres Daniel Ismael Real Mauricio Rengifo Mauro Ezequiel Lombardo Sauthier Zecca | Big One          | 3:02     |  |
| 4.        | «Máscara de»                               | Mernes |                  | 0:15     |  |
| 5.        | «Pasarella» (junto con Six Sex)            | Mernes Francisca Agustina Cuello Luis Miguel Gómez Castaño Lombardo Manuel Lorente Freire Sauthier Zecca                             | Zecca Casta      | 2:42     |  |
| 6.        | «De museo»                                 | Mernes |                  | 0:15     |  |
| 7.        | «Beautiful»                                | Mernes Ramiro Andrés Sánchez Tiago Uriel Pacheco Zecca                                                                               | Zecca Ramiro VCA | 2:23     |  |
| 8.        | «Glowy»                                    | Mernes |                  | 0:09     |  |
| 9.        | «Servidora»                                | Mernes Lombardo Pacheco Zecca | Zecca            | 2:22     |  |
| 10.       | «Yo misma»                                 | Mernes |                  | 0:15     |  |
| 11.       | «Perfectas»                                | Mernes Lombardo Pacheco Zecca | Zecca            | 3:38     |  |
| 18:58     |                                            | |                  |          |  |

Notas
- «Bunda» está estilizado como «bunda 🍑».
- «Blackout» está estilizado como «blackout 🧊».
- «Pasarella» está estilizado como «pasarella 👠».
- «Beautiful» está estilizado como «beautiful 💄»
- «Servidora» está estilizado como «servidora 🕶️».
- «Perfectas» está estilizado en minúsculas.
- Los interludios están estilizados como «ACEITE DE 🍑», «MÁSCARA DE 🧊», «DE MUSEO 👠», «GLOWY 💄» y «YO MISMA 🕶️», respectivamente.[1]

## Posicionamiento en las listas
| Listas (2025)       | Mejor posición |
| ------------------- | -------------- |
| España (PROMUSICAE) | 32             |